# Daniel K. Inouye nemzetközi repülőtér
A Daniel K. Inouye nemzetközi repülőtér (IATA: HNL, ICAO: PHNL) az Amerikai Egyesült Államok egyik jelentős nemzetközi repülőtere. Hawaii államban, Honoluluban található. Éves utasforgalma 21 188 678 fő (2023).

## Futópályák
A repülőtér futópályái:
- 04L/22R (6952 ft, 150 ft, aszfalt)
- 04R/22L (9000 ft, 150 ft, aszfalt)
- 08L/26R (12 312 ft, 150 ft, aszfalt)
- 08R/26L (12 000 ft, 200 ft, aszfalt)

## Forgalom
Az utasforgalom az elmúlt években az alábbi módon változott:
| Utasok száma | 1 609 303 | 10 639 503 | 15 155 337 | 19 076 395 | 22 608 188 | 22 560 399 | 20 179 634 | 17 991 497 | 21 232 359 | 21 188 678 |
|              | 1960      | 1974       | 1980       | 1986       | 1992       | 1999       | 2005       | 2011       | 2017       | 2023       |

## Légitársaságok és úticélok
2025-ben a Daniel K. Inouye nemzetközi repülőtérről az alábbi járatok indulnak (Utoljára frissítve: 2025-01-6):
| Légitársaság        | Célállomások | Refs          |
| ------------------- | --- | ------------- |
| Air Canada          | Vancouver Szezonális: Toronto–Pearson | [ 1 ]         |
| Air New Zealand     | Auckland | [ 2 ]         |
| Alaska Airlines     | Anchorage, Los Angeles (vége 2025. március 19-től), Portland (OR) (vége 2025. június 12-től), San Diego (vége 2025. június 12-től), San Francisco (vége 2025. március 19-től), San Jose (CA) (vége 2025. március 19-től), Seattle/Tacoma Szezonális: Everett | [ 4 ]         |
| All Nippon Airways  | Tokyo–Haneda, Tokyo–Narita | [ 5 ]         |
| American Airlines   | Dallas/Fort Worth, Los Angeles, Phoenix–Sky Harbor | [ 6 ]         |
| Asiana Airlines     | Seoul–Incheon | [ 7 ]         |
| Delta Air Lines     | Atlanta, Detroit, Los Angeles, Minneapolis/St. Paul, New York–JFK, Salt Lake City, Seattle/Tacoma, Tokyo–Haneda Szezonális: Boston | [ 10 ]        |
| Fiji Airways        | Apia, Kiritimati, Nadi | [ 11 ] [ 12 ] |
| Hawaiian Airlines   | Austin (vége 2025. március 26-tól), Boston, Fukuoka, Hilo, Kahului, Kailua-Kona, Las Vegas, Lihue, Long Beach, Los Angeles, New York–JFK, Oakland, Ontario, Osaka–Kansai, Pago Pago, Papeete, Phoenix–Sky Harbor, Portland (OR), Rarotonga, Sacramento, Salt Lake City, San Diego, San Francisco, San Jose (CA), Seattle/Tacoma, Seoul–Incheon, Sydney, Tokyo–Haneda, Tokyo–Narita (vége 2025. május 11-től) Szezonális: Auckland | [ 18 ]        |
| Japan Airlines      | Nagoya–Centrair, Osaka–Kansai, Tokyo–Haneda, Tokyo–Narita | [ 19 ]        |
| Jetstar             | Melbourne (vége 2025. április 30-tól), Sydney | [ 21 ]        |
| Korean Air          | Seoul–Incheon | [ 22 ]        |
| Mokulele Airlines   | Kalaupapa, Kapalua, Lanai, Molokai | [ 23 ]        |
| Philippine Airlines | Manila | [ 24 ]        |
| Qantas              | Melbourne (kezdődik 2025. május 1-től), Sydney | [ 26 ]        |
| Southwest Airlines  | Hilo, Kahului, Kailua-Kona, Las Vegas, Lihue, Long Beach, Los Angeles, Oakland, Phoenix–Sky Harbor, Sacramento, San Diego, San Jose (CA) | [ 27 ]        |
| United Airlines     | Chicago–O'Hare, Chuuk, Denver, Guam, Houston–Intercontinental, Kosrae, Kwajalein, Los Angeles, Majuro, Newark, Pohnpei, San Francisco, Washington–Dulles | [ 28 ]        |
| WestJet             | Calgary, Vancouver Szezonális: Edmonton | [ 29 ]        |
| Zipair Tokyo        | Tokyo–Narita | [ 30 ]        |